# Débitmètre de pointe

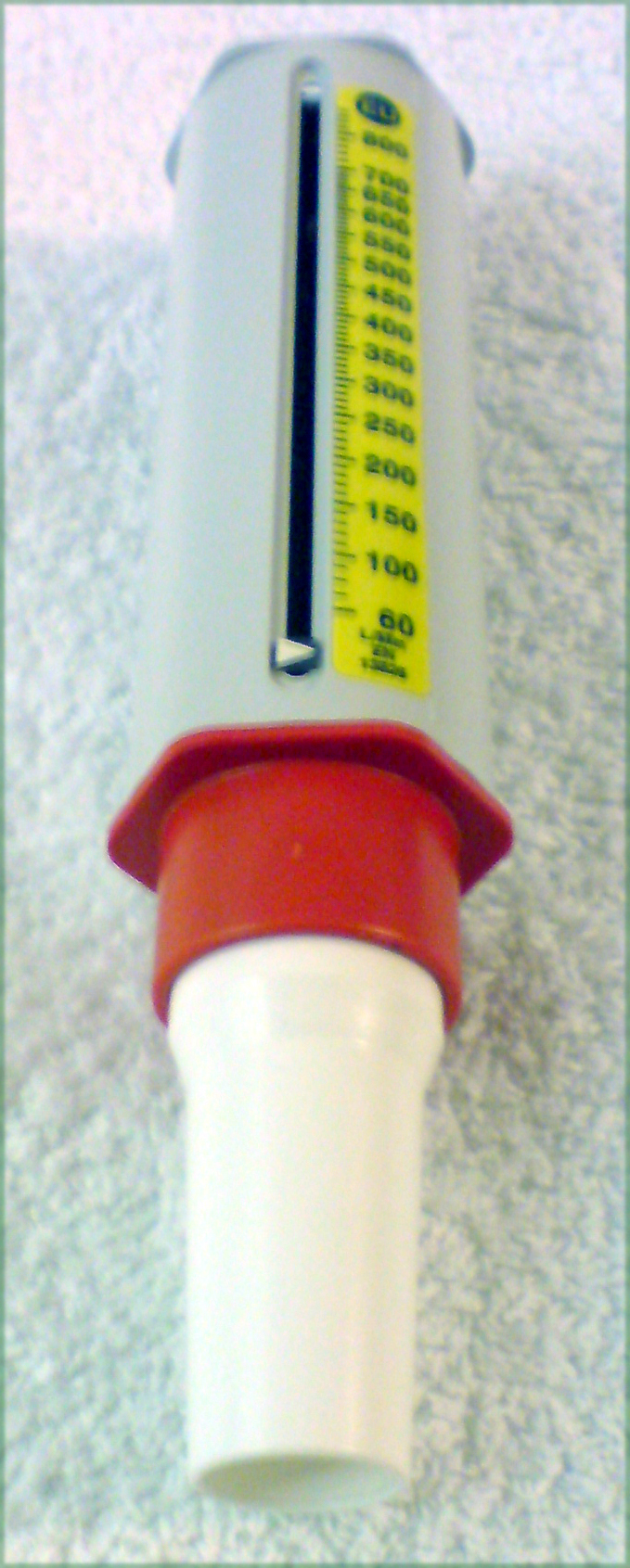
Débitmètre de pointe utilisant l'échelle EU.

Le débitmètre de pointe ou peak flow meter en anglais, est un appareil destiné à mesurer la vitesse maximale du souffle (débit expiratoire de pointe ou DEP) d'un patient asthmatique lors d'une expiration forcée. Il permet de suivre ainsi l'évolution de sa maladie, l'efficacité d'un traitement ou de prévoir la survenue de crise.

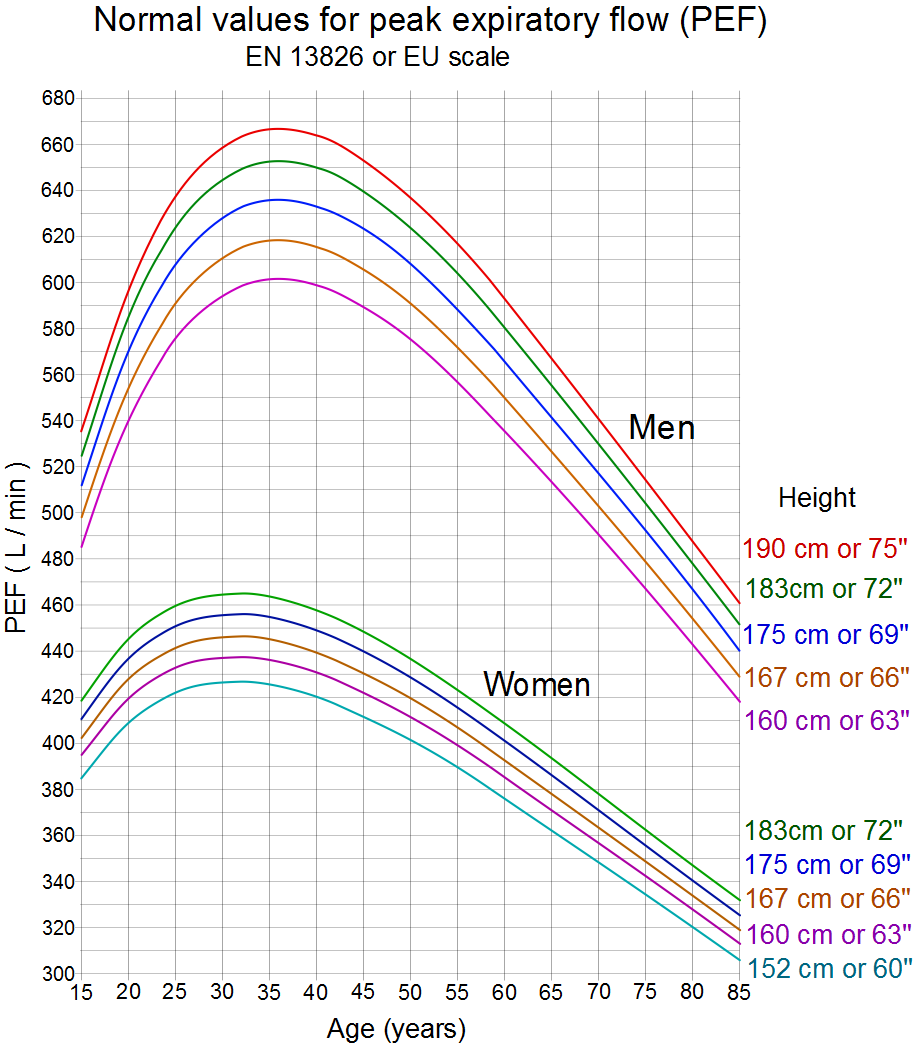
Valeurs normales du débit expiratoire de pointe

Le débitmètre permet de comparer le débit expiratoire de pointe du patient au débit expiratoire de pointe théorique, norme de référence proportionnelle à la taille et variant selon l'âge et le sexe. Une variation entre le DEP du patient et le DEP théorique de plus ou moins 20 % est acceptée. On distingue trois cas de figure :
- le DEP est supérieur à 80 % de la norme de référence : bon contrôle de la maladie ;
- le DEP est compris entre 50 et 80 % de la norme de référence : mauvais contrôle de la maladie, une crise d'asthme est possible dans les prochaines heures, une adaptation rapide du traitement est nécessaire ;
- le DEP est inférieur à 50 % de la norme de référence : danger à court terme de faire crise d'asthme, les premiers symptômes peuvent être déjà présents, nécessité de prendre le traitement immédiatement.

## Fonctionnement
Les valeurs du débit de pointe sont plus élevées lorsque les patients sont en bonne santé, et baissent lorsque les voies respiratoires sont rétrécies. Des changements dans les valeurs enregistrées, les patients et les médecins peuvent déterminer la fonctionnalité du poumon, la gravité des symptômes de l'asthme, et les options de traitement.
La première mesure de précaution consiste à vérifier chez les patients les signes et symptômes de l'hypervolémie asthmatique. Ceci indique si oui ou non il faut poursuivre la procédure de mesure avec un débitmètre de pointe. La mesure de débit expiratoire de pointe nécessite une formation pour utiliser correctement un compteur et la valeur normale attendue dépend du sexe du patient, de son âge et de sa taille. Elle est classiquement réduite dans les troubles pulmonaires obstructifs comme l'asthme.
En raison de la large gamme de valeurs « normales » et le degré élevé de variabilité, le débit de pointe n'est pas le critère recommandé pour identifier l'asthme. Toutefois, il peut être utile dans certaines circonstances.
Une faible proportion de personnes souffrant d'asthme peuvent bénéficier d'un suivi régulier de débit de pointe. Lorsque la surveillance est recommandée, il est généralement fait en plus de l'examen des symptômes de l'asthme et de la fréquence d'utilisation des médicaments de secours.
Lorsque le débit de pointe est surveillé régulièrement, les résultats peuvent être enregistrés sur une carte de débit de pointe.
Il est important d'utiliser le même lecteur à chaque fois.

## Échelles
Il y a un certain nombre d'échelles non équivalentes utilisées dans la mesure du débit de pointe. Des graphiques ou des tableaux sont disponibles qui prédisent des valeurs normales fondées sur le sexe d'une personne, l'âge et la hauteur, et des calculateurs en ligne sont disponibles. Il y a une grande variation naturelle dans les résultats de sujets en bonne santé.
- Échelle Wright[6],[7]

- Échelle EU ou EN 13826[8]

- Échelle A.T.S. (American Thoracic Society)

En 2004, le Royaume-Uni a basculé de l'échelle originale de Wright à l'échelle européenne, plus récente et précise. Les valeurs sur l'échelle de Wright peuvent être converties en échelle européenne en utilisant la formule suivante :
{\displaystyle {\text{EU}}{=}50.356+(0.4\times {\text{Wright}})+(0.0008814\times {\text{Wright}}^{2})-(0.0000001116\times {\text{Wright}}^{3})}
Le calcul inverse est :
{\displaystyle {\text{Wright}}{=}-61.1+(1.798\times {\text{EU}})-(0.001594\times {\text{EU}}^{2})+(0.0000007713\times {\text{EU}}^{3})}

## Mesure

### Historique
La mesure du débit expiratoire de pointe a été lancée par Martin Wright, qui a produit le premier compteur spécialement conçu pour mesurer cet indice de la fonction pulmonaire. Depuis l'introduction de la version originale de l'instrument dans les années 1950, et le développement ultérieur d'une version plus portable à moindre coût (le « Mini-Wright » débitmètre de pointe), d'autres conceptions et des copies sont désormais disponibles à travers le monde.

### Unité
La valeur du débit expiratoire de pointe est habituellement exprimée en L/min quand elle est mesurée avec un débitmètre de pointe et en L/s quand elle est relevée sur la courbe debit/volume issue d'une spirométrie.